# مرکز قلب و عروق موناکو
مرکز قلب و عروق موناکو (به لاتین: Cardiothoracic Center of Monaco) یک بیمارستان در موناکو است.